# Andinas
Andinas ist ein Ort in der Gemeinde Ribadedeva der autonomen Region Asturien in Spanien.
Die 22 Einwohner (2011) leben in neun Häusern, vier Kilometer von Colombres, dem Verwaltungssitz der Gemeinde Ribadedeva entfernt.

## Feste und Feiern
- Fiesta de San Roque, am 16. August

## Sehenswertes
- Kapelle San Roque
- Wassermühle Molino de Andinas